# Gypona fina
Gypona fina är en insektsart som beskrevs av Delong och Freytag 1964. Gypona fina ingår i släktet Gypona och familjen dvärgstritar. Inga underarter finns listade i Catalogue of Life.